# Cot Peradi
Cot Peradi is een bestuurslaag in het regentschap Nagan Raya van de provincie Atjeh, Indonesië. Cot Peradi telt 540 inwoners (volkstelling 2010).